# 다이시정 (오사카부)
다이시정(일본어: 太子町)은 일본 오사카부 동남부 미나미카와치군의 정이다.

## 지리
이코마, 곤고 산지의 서쪽 기슭에 있다. 일본에서 가장 오래된 국도인 다케노치 가도가 지나고 있다.

### 인접한 자치체
- 오사카부
  - 하비키노시, 돈다바야시시, 미나미카와치군 가난정

- 나라현
  - 가시바시, 가쓰라기시

## 역사
- 1889년 4월 1일 - 정촌제 시행으로 이시카와군 이소나가촌, 야마다촌이 성립하였다.
- 1896년 4월 1일 - 미나미카와치군이 성립하였다.
- 1956년 9월 30일 - 이소나가촌과 야마다촌이 합병해 미나미카와치군 다이시정이 되었다.

## 교통

### 철도
- 긴키 닛폰 철도 미나미오사카선

### 도로
- 미나미한나 도로(일본어판)
- 국도 제166호선 (일본)(일본어판)